# Habun, Krasnodon
Habun (în ucraineană Габун) este un sat în comuna Biloskeliuvate din raionul Krasnodon, regiunea Luhansk, Ucraina.

## Demografie
Componența lingvistică a localității Habun
     Rusă (64,15%)
     Ucraineană (35,85%)
Conform recensământului din 2001, majoritatea populației localității Habun era vorbitoare de rusă (64,15%), existând în minoritate și vorbitori de ucraineană (35,85%).